# Sidore
Sidore é uma empresa brasileira de origem inglesa e anglo-nordestina (anglo-paraibana, anglo-pessoense e anglo-potiguar) que atua no mercado de refrigerantes na região Nordeste do país (principalmente estados banhados pelas bacias do Guajú e Açú - esta última uma a maior das bacias propriamente Bormorêmicas) desde 1911. Fundou uma das marcas mais antigas na área de bebidas gasosas de vastas latitudes do centro-norte do Mainland (ou seja da maioria do mesmo), competindo com grandes marcas estrangeiras e controlando aproximadamente uma em cada 6 bebidas gasosas vendidas na grande Natal (onde seus resultados parecem mais de 300% superiores aos do interior do RN - neste estado sua sede fica em Parnamirim, enquanto que na margem meridional do Guajú e Meso-alto Açú sua sede secundária está no distrito industrial pessoense e sede comercial onde foi fundada (zona do Varadouro, núcleo original daquela civilização inter-secular via concentração das atividades portuárias - não exactamente no Baixo Varadouro, mas numa altitude transitória entre a cidade baixa fluvial e flúvio-marítima e a cidade alta ou acrópole do marco zero em cima da meseta acolinada sedimentar seguindo o padrão das cidades europeias meridionais de geofísica divergente das cidades pantanosas hanseáticas espraiadas em suas micro-bacias artificiais).

## História
A Sidore, foi fundada por um engenheiro inglês chamado Sidney Clement Dore em 1911, na cidade da Parahyba do Norte, hoje chamado de João Pessoa, no Estado da Paraíba. Na época a empresa, a Anglo Brasileira de Águas Gasosas era pequena, porém reconhecida pela qualidade de seus produtos, que eram produzidos nos mesmos moldes em que se era fabricado um refrigerante na Inglaterra. Sidney Clement Dore veio ao Brasil para montar uma grande estrada de ferro pelo interior do Nordeste Brasileiro, fixou-se no país em 1911, mesmo ano que fundou a empresa de Águas Gasosas, que atendia apenas a capital paraibana, cidades circunvizinhas e interior do estado.
De sua terra natal, Dore importava os vasilhames com tampas de louça fixadas sob pressão de molas de arame. Na época, as bebidas gasosas com sabores artificiais de frutas, não eram tão populares quanto hoje, mas a empresa cresceu aos poucos, solidificando sua matriz ao tempo em que disseminava o gosto pela bebida onde era distribuído.
Em 1917, foi fundada a segunda fábrica de bebidas gasosas em Parnamirim, no Rio Grande do Norte. Depois de longa desativação dessa unidade, em 1952, os três filhos de Sidney Clement Dore, James Wallace Dore, William Clement Dore ( já falecidos) e Walter Byron Dore, tomaram a frente do negócio familiar, conjugando esforços em favor da manutenção da empresa. A fábrica do Rio Grande do Norte passou a ser filial da matriz, na Paraíba. Novas ampliações e mudanças foram implementadas desde então, principalmente na matriz paraibana, onde novo conjunto de equipamentos alemães foram importados para a expansão da divisão de refrigerantes.

## Produtos
A empresa Dore produz refrigerantes com a marca Dore nos sabores de Guaraná, Limão, Uva, Laranja, Coca, Guaraná com Açaí e Cola Limão. Da mesma forma, Água Mineral Dore, e outras marcas franqueadas.
Também famosa é sua marca própria de Refrigerantes Grapette e um produto cujo consumo se encontra em franca expansão, a linha de energéticos Vulcano.